# Distretto di Zielona Góra
Il distretto di Zielona Góra (in polacco powiat zielonogórski) è un distretto polacco appartenente al voivodato di Lubusz.

## Geografia antropica

### Suddivisioni amministrative
Il distretto comprende 10 comuni.
- Comuni urbano-rurali: Babimost, Czerwieńsk, Kargowa, Nowogród Bobrzański, Sulechów
- Comuni rurali: Bojadła, Świdnica, Trzebiechów, Zabór, Zielona Góra